# Horst Ademeit (Jagdflieger)
Horst Ademeit (* 8. Februar 1912 in Breslau; † 7. August 1944 bei  Kreutzburg, vermisst) war ein deutscher Luftwaffenoffizier, der in etwa 600 Einsätzen 166 bestätigte Luftsiege erzielte.

## Leben
Horst Ademeit war Sohn des Regierungs- und Baurats Walter Ademeit. Er begann an der Albertus-Universität Königsberg Chemie zu studieren und war 1932 einer von siebzehn Füchsen des Corps Masovia. 1933 wechselte er an die Technische Hochschule Berlin. Seine Eltern und seine Schwester waren inzwischen nach Potsdam übergesiedelt; denn der Vater leitete bei der Regierung in Potsdam den Bau des Schiffshebewerks Niederfinow. Horst Ademeit segelte mit seinem Consemester Gerhard Schmidt, damals Fähnrich in Potsdam, auf dem Wannsee und verkehrte beim 
Kartellcorps Marchia Berlin. An der TH Braunschweig wurde er 1938 Diplom-Ingenieur. Als Reservist erhielt er noch in Friedenszeiten eine Pilotenausbildung. Während des Zweiten Weltkriegs wurde Ademeit im Frühjahr 1940 als Unteroffizier zur 3. Staffel des Jagdgeschwaders 54 kommandiert. In der Luftschlacht um England gelang ihm am 18. September 1940 sein erster Luftsieg. Er wurde kurz darauf abgeschossen und musste mit dem Fallschirm über dem Ärmelkanal abspringen, wurde aber unversehrt gerettet. Zu Beginn des Deutsch-Sowjetischen Krieges wurde sein Geschwader im Juni 1941 an die Ostfront verlegt. Dort folgten in rascher Folge Luftsiege, Beförderungen und Auszeichnungen. Anfang Februar 1944 wurde er zum Kommandeur der 1. Gruppe seines Geschwaders ernannt, als Nachfolger von Walter Nowotny.
Am 6. August 1944 errang Ademeit mit einer Messerschmitt Bf 109 seinen 166. und letzten Luftsieg über Dünaburg. Am nächsten Tag verfolgte er in einer Focke-Wulf Fw 190 eine sowjetische Maschine vom Typ Iljuschin Il-2 jenseits der Frontlinie. Wegen eines Motorentreffers musste er auf sowjetischem Gebiet notlanden. Er kehrte nicht mehr zu seiner Einheit zurück. Postum wurde er zum Major befördert.

## Auszeichnungen
- Eisernes Kreuz (1939) II. und I. Klasse
- Ehrenpokal für besondere Leistung im Luftkrieg am 8. Dezember 1941
- Deutsches Kreuz in Gold am 25. Februar 1942[4]
- Ritterkreuz des Eisernen Kreuzes mit Eichenlaub[4]
  - Ritterkreuz am 16. April 1943
  - Eichenlaub 2. März 1944 (414. Verleihung)